# Barbara Gittings

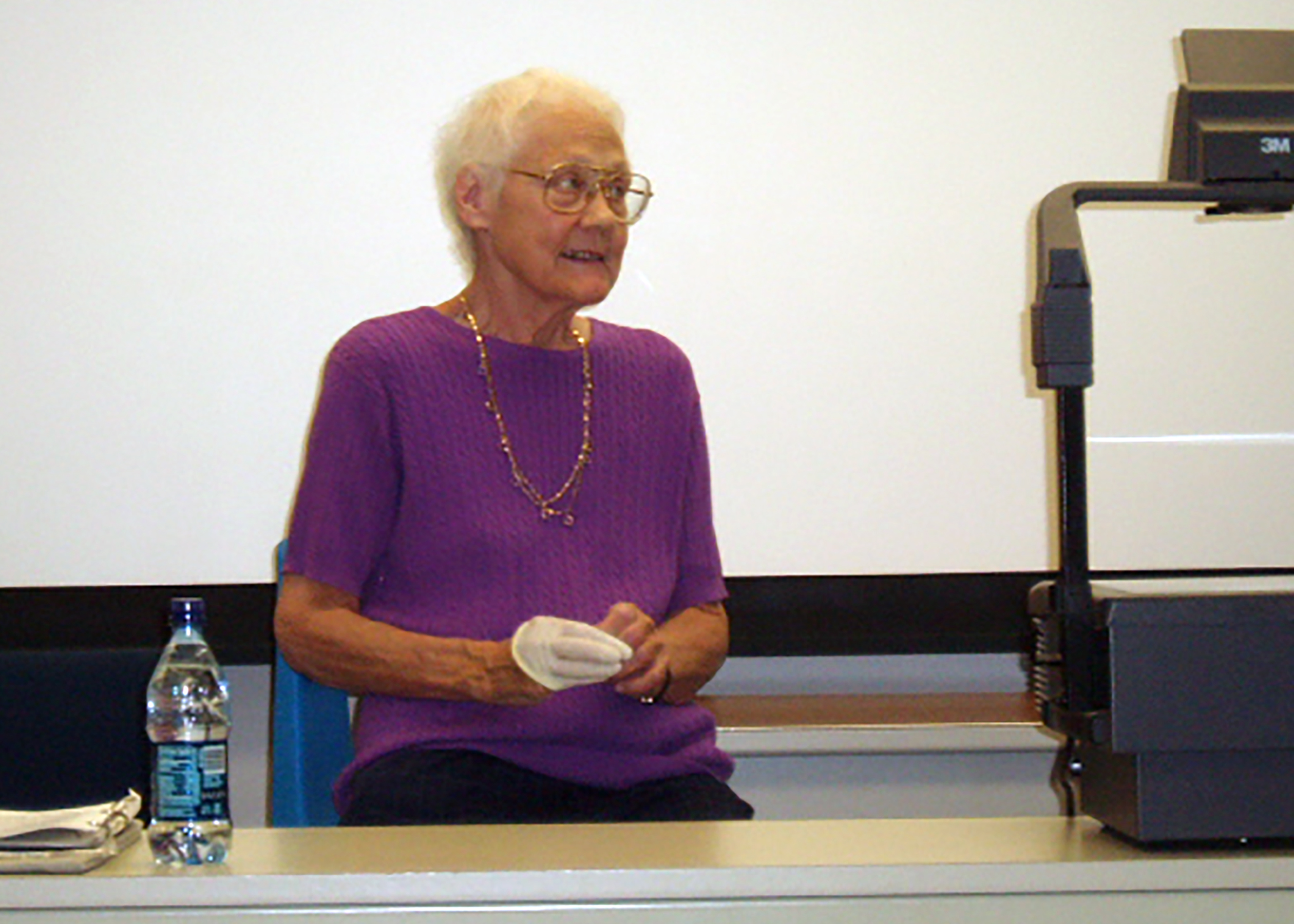
B. Gittings na UCLA (2006)

Barbara Gittings (ur. 31 lipca 1932 w Wiedniu, zm. 18 lutego 2007 w Kennett Square, Pensylwania) – amerykańska działaczka ruchu LGBT.

## Życiorys
Urodziła się w Austrii, gdzie na placówce dyplomatycznej przebywał jej ojciec; później uczęszczała wraz z rodzeństwem do katolickich szkół w Montrealu. Rodzina wróciła do USA w czasie II wojny światowej. Gittings rozpoczęła studia na Northwestern University w Illinois, gdzie nawiązała bliską przyjaźń z jedną z koleżanek. Przyjaźń ta nie miała podtekstu seksualnego, ale odbierana była przez otoczenie jako związek lesbijski. Pod wpływem tych okoliczności Gittings zaakceptowała własną orientację homoseksualną, włączyła się w mało aktywny ruch LGBT, a także przerwała naukę na uczelni.
W 1958 była w gronie założycielek nowojorskiego oddziału pierwszej amerykańskiej organizacji lesbijskiej, Daughters of Bilitis. Przez trzy lata kierowała pracami tego oddziału, w latach 1963–1966 redagowała magazyn organizacji „The Ladder”. W 1965 uczestniczyła w pierwszych marszach protestacyjnych wobec dyskryminacji osób homoseksualnych przez Białym Domem i innymi gmachami rządowymi w Waszyngtonie. W tym samym roku współorganizowała demonstrację na rzecz praw obywatelskich osób homoseksualnych przed Independence House w Filadelfii (demonstrację tę organizowano corocznie do 1969 w dniu 4 lipca). 
W latach 70. włączyła się w kampanię na rzecz usunięcia homoseksualizmu z listy zaburzeń psychicznych Amerykańskiego Stowarzyszenia Psychiatrycznego. Udało się jej nakłonić jednego z lekarzy-gejów do anonimowego wystąpienia na dorocznej konferencji tego stowarzyszenia w 1972; wystąpienie to przyczyniło się do wykreślenia homoseksualizmu ze wspomnianej listy w 1973. Gittings działała też na rzecz dostępu do literatury o tematyce LGBT w publicznych bibliotekach. Założyła w tym celu zespół w Amerykańskim Stowarzyszeniu Bibliotekarzy (Gay Task Force), redagowała specjalną bibliografię tematyczną, a także opracowała historię ruchu na rzecz walki z dyskryminacją na tle orientacji seksualnej w bibliotekach Gays in Library Land. W 2003 Amerykańskie Stowarzyszenie Bibliotekarzy nagrodziło ją za tę kampanię honorowym członkostwem.
Od roku 1961 pozostawała przez kilkadziesiąt lat w związku partnerskim z Kay Lahausen, również działaczką tej organizacji. Wspólnie napisały książkę The Gay Crusaders (1973). Gittings zmarła w lutym 2007 po chorobie nowotworowej. Jej wspomnienia na temat wczesnego okresu działalności ruchu LGBT znalazły się w kilku zbiorach poświęconych tej tematyce, a także w filmie dokumentalnym Before Stonewall (1984). 
Od 2001 organizacja Gay & Lesbian Alliance Against Defamation, zajmująca się walką z homofobią w mediach, przyznaje nagrodę jej imienia.